# Clara Möller-Coburg
Clara Lisette Möller-Coburg, geborene Möller, verheiratete Ehmcke, (* 10. April 1869 in Coburg; † 30. September 1918 in München) war eine deutsche Kunstgewerblerin und Grafikerin, die den Namen ihrer Geburtsstadt ihrem Künstlernamen hinzufügte.

## Leben und Wirken
Möller-Coburg war die Tochter des Oberlehrers Johannes Möller und dessen Ehefrau Susann(e)a Margareta Möller, geb. Flinzberg. Nachdem sie beim Vater Zeichenunterricht erhalten und mit 15 Jahren die Schule beendet hatte, bildete sie sich unter anderem durch das Kopieren von Gemälden weiter. Möller finanzierte sich durch die Erteilung von Zeichenunterricht. Sie studierte in den späten 1890er Jahren zuerst im privaten Atelier von Sophie Hormann in München Malerei und danach an der sogenannten Damenakademie des Münchner Künstlerinnenvereins. Zu dieser Zeit kehrte sie immer wieder nach Coburg zurück, um mit Mal- und Zeichenunterricht Geld zu verdienen. 1900 und 1901 war sie nach dem Wechsel zum Kunstgewerbe Schülerin von Fritz Hegenbart und Maximilian Dasio und reiste 1901 gemeinsam mit der Dichterin Margarete Susman, die damals Kunstgewerbe studierte, und zwei weiteren Künstlerinnen zu Studienzwecken nach Italien. Sie baute sich in München ein künstlerisch-intellektuelles Netzwerk auf und freundete sich mit Gertrud Kleinhempel, Antonia Ritzerow, Viktoria Zimmermann, Edith von Herzer und Else Oppler an.
Auf der Suche nach weiteren gestalterischen Impulsen schwankte Möller-Coburg zwischen Josef Hoffmann in Wien und Henry van de Velde in Berlin. Am Schluss stellte sie sich gemeinsam mit Margarethe (auch Margarete) Hausberg bei der Steglitzer Werkstatt in Berlin vor, die sich bewusst vom Jugendstil absetzte und Alternativen zu der akademischen Lehre an der Berliner Kunstgewerbeschule bot. Möller-Coburg war anschließend von 1902 bis 1904 nicht nur Schülerin, sondern von Beginn an Mitarbeiterin der renommierten Steglitzer Werkstatt Berlin:
Ihre aus der Folklore und Spielzeugwelt kommende Bildform hebt sich deutlich von anderen Arbeiten der Steglitzer Werkstatt ab und ist unverkennbar in der Eigenart.

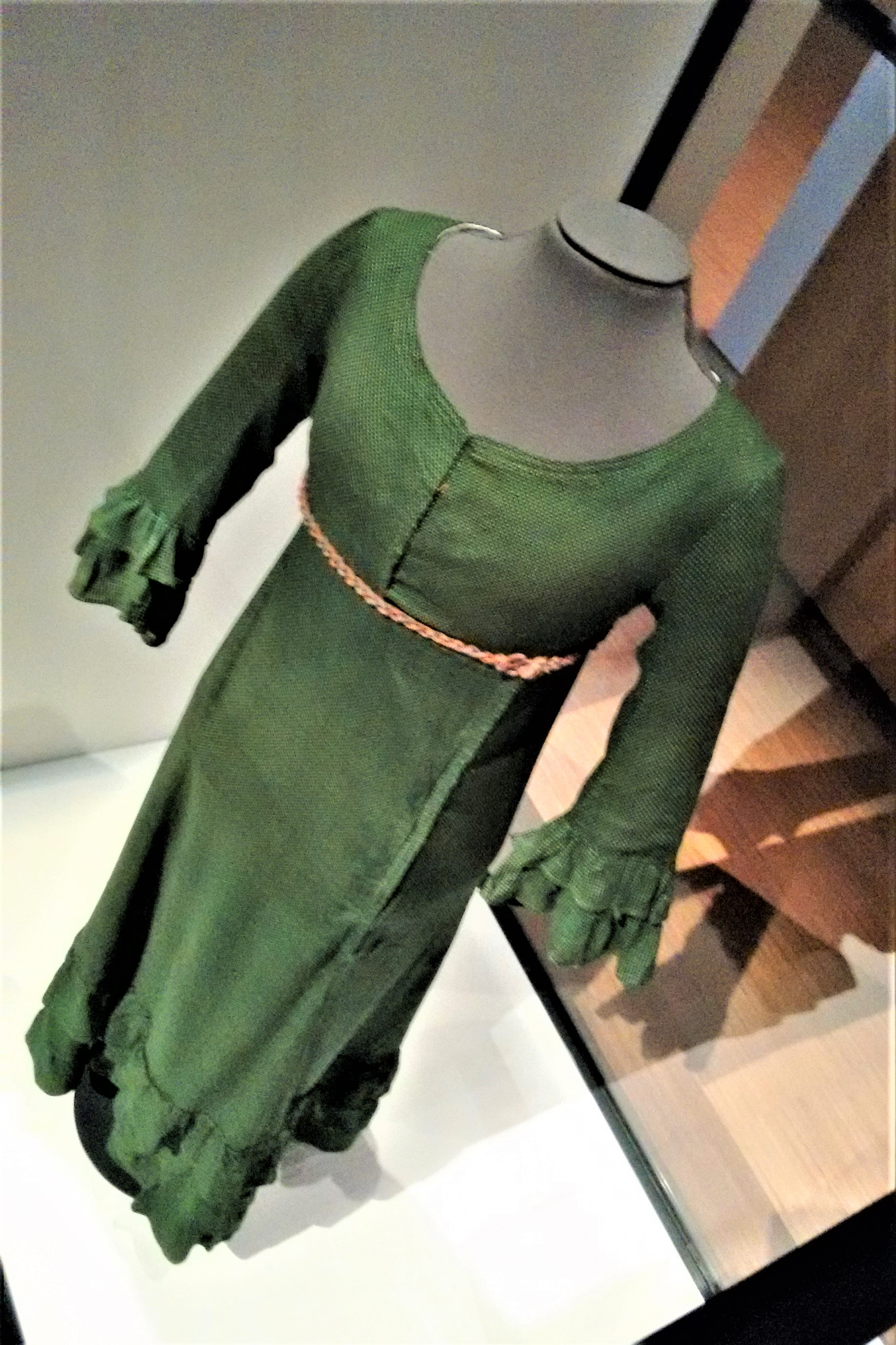
Reformkleid um 1906, Clara Möller-Coburg

In der Steglitzer Werkstatt entwarf Möller-Coburg Werbe- und Gebrauchsgrafik für die Firma Syndetikon von Otto Ring, dem Hauptauftraggeber sowie Buchschmuck und Exlibris. Sie initiierte aus eigenen Mitteln eine Stickerei- und Modeabteilung, die Reformkleider protegierte und unterrichtete Maschinenstickerei. 1903 schrieb das Bayerische Gewerbemuseum Nürnberg einen Spielzeugwettbewerb aus, an dem sie sich beteiligte.
Am Ende ihrer Zeit in der Steglitzer Werkstatt bewarb sich Möller-Coburg auf eigene Initiative in Krefeld, Düsseldorf und Magdeburg. Sie bekam den Auftrag, an der Kunstgewerbe- und Handwerkerschule Magdeburg eine Stickereiabteilung aufzubauen. Dem Stellenantritt gingen längere Verhandlungen voraus, die ihren Anteil am Aufbau des geplanten Fachbereichs verdeutlichen. Neben technischer Erfahrung brachte Möller-Coburg auch die geeigneten Maschinen mit nach Magdeburg und baute von April 1904 bis Februar 1905 die Textilklasse auf. Von 1904 bis 1905 war Clara Möller auch Lehrerin für Entwurf und Ausführung von Textilarbeiten an der Kunstgewerbe- und Handwerkerschule Magdeburg, nachdem ihr zuerst eine weitere Lehrkraft an die Seite gestellt werden sollte. Die Leitung der Textilklasse wurde von Ferdinand Nigg übernommen. 1905 heiratete sie den Grafiker Fritz Helmuth Ehmcke, den Mitbegründer der Steglitzer Werkstatt Berlin. Aus der Ehe gingen zwei Kinder hervor, der Sohn und spätere Architekt Johann Caspar (1908–1995) und die Tochter Susanne Ehmcke (1906–1982). Clara Möller-Coburg behielt auch in der Ehe ihren Künstlernamen bei und war selbstständig tätig. Aus den drei Anfangsbuchstaben CMC in einem Dreieck zusammen gefasst entwickelte sie ihr Signet als Künstlerin. Gemeinsam mit den Initialen des Ehemannes FHE in einem Quadrat wurde das Dreieck zum Dach eines Hauses, das als Ateliermarke diente.

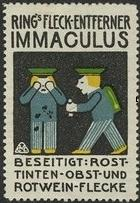
Reklamemarke ca. 1908

Clara Möller-Coburg entwarf Exlibris, Werbeplakate, Warenverpackungen, Visitenkarten, Vorsatzpapiere, Kinderkleider, Web- und Stickarbeiten, Reform-Kinderspielzeug für die Deutschen Werkstätten (Pendelelefant, Kreisel, Ostereiattrappen), Verpackungen für die Parfümerie Hager, Stettin und Puppenkorbmöbel für die F. Baudler Rohrmöbelfabrik, Coburg. Ihre Entwürfe für künstlerische Reformbekleidung griffen in Schnitt und Silhouette die Empire-Linie der Mode um 1800 auf. Ihre Entwürfe für Werbegrafik befanden sich in den Sammlungen des 1909 gegründeten ehemaligen Deutschen Museums für Kunst in Handel und Gewerbe und wurden 1923 vom Kaiser-Wilhelm-Museum in Krefeld übernommen.
In der Düsseldorfer Zeit unterrichtete Clara Möller-Coburg weiter Privatschülerinnen und beschäftigte zur Abwicklung ihrer Aufträge Mitarbeiterinnen. Der Künstler und Fotograf Erwin Quedenfeldt stellte 1907 eine Fotoserie her, die sie in ihren Kleiderentwürfen zeigt. Sie wird außerdem Mitglied der Prüfungskommissionen für Handarbeitslehrerinnen in Rheydt, Düsseldorf und Essen.
Ab 1913 lehrte F. H. Ehmcke an der Kunstgewerbeschule München und die Familie wohnte in Pasing und München. Aus dieser Zeit sind nur wenige Hinweise auf Möllers Arbeiten bekannt. Mutmaßlich hatte dies mehrere Gründe. Durch die gut dotierte Stelle ihres Mannes bestand wenig Anlass, durch künstlerische Arbeit zum Familienunterhalt beizutragen. Weiter gingen die Aufträge im Kunstgewerbebereich durch den Krieg allgemein sehr stark zurück.
Die Künstlerin starb 1918 im Alter von 49 Jahren an den Folgen der spanischen Grippe und wurde auf dem Friedhof in Widdersberg beigesetzt. Ihre Enkelin Sabine Bloch schreibt, dass das Werk ihrer Großmutter „noch weitgehend unerforscht“ ist.
Im Nachlass Möllers befinden sich drei Bilderbücher, die wohl nie zur Veröffentlichung vorgesehen waren. 1905 entstand auf ihrer Hochzeitsreise Das Pilzbuch mit aquarellierten Bleistiftzeichnungen von Pilzen in Alltagssituationen. Ein weiterer Buchentwurf enthält Illustrationen zu Kinderliedern.

### Ausstellungen
Im Jahr 1901 nahm Möller-Coburg mit Stickarbeiten an der Ersten Ausstellung für Kunst im Handwerk, München teil. 1902 waren Stickarbeiten, Tischdecken, Fächer, Teppiche und Damenkleider als Teil der von Else Oppler geleiteten kunstgewerblichen Abteilung des Vereins Frauenwohl in Nürnberg auf der Prima Esposizione Internazionale d’Arte Decorativa Moderna, Turin zusehen. Die Entwürfe stammten von Margarethe Hausberg, Clara Möller und Else Oppler. Mit einem Speisezimmer nahmen die Steglitzer Werkstätten 1903 an der Großen Berliner Kunst-Ausstellung teil. Von Möller-Coburg stammten dabei die Vorhänge und die Gedecke für den Speisetisch. Außerdem präsentierte sie in einer Vitrine farbige Maschinen-Stickereien. In der Zeit zwischen 1908 und 1912 nahm sie wiederholt an kunstgewerblichen Ausstellungen teil und initiierte gemeinsam mit ihrem Mann eine Wanderausstellung in mehr als zwanzig Schauen in Deutschland und der Schweiz. In der Dritten Deutschen Kunstgewerbeausstellung, 1906 in Dresden war das Ehepaar Ehmcke mit einem Bücherzimmer vertreten. Von Möller-Coburg stammten dabei die Entwürfe für Kissen in Kreuzstickerei, den von der Krefelder Teppichfabrik A.G. ausgeführten Teppich und Vorhänge. Möller-Coburg vermied in den Entwürfen die geschwungene Linienführung und die Farben des Jugendstils und nutzte abstrahierte Formen. 1907 entwarf sie die Wandbespannungen im Ausstellungsraum ihres Mannes auf der Deutsch-Nationalen Kunst-Ausstellung, Düsseldorf. Möller-Coburg beteiligte sich 1907 gemeinsam mit ihrem Mann sowie Riemerschmid, Kleinhempel, Kleukens, Geigenberger und Kuöhl an einer Ausstellung von Kinderspielzeug im Kunstgewerbemuseum Zürich. An der Sonderausstellung Nadelarbeiten des Königlichen Kunstgewerbemuseums Berlin nahm sie 1908 teil. 1910 stellt das Ehepaar in den Werkstätten für Handwerkskunst in München aus. CMC wird für ihre Bucheinbände, Handwebereien, Stickereien, Korbmöbel und das humorvolle Spielzeug gelobt. Ehmcke und Möller-Coburg präsentierten ihre Arbeiten gemeinsam an den Sonderbundausstellungen in Düsseldorf und Köln 1910 und 1912.

## Werke
- Kissen, Kragen, Manschettentasche, Schlips von Clara Möller-Coburg. 1903[7]
- Gesellschaftskleid von Clara Möller. 1904[8]
- Werkbeispiele. In: Dekorative Kunst. 1905/H. 2, S. 49 ff.
- Werkbeispiele. 1905[9]
- Vorsatzpapiere. 1908[10]
- Kissen, Kinderkleider, verschiedene Textilien, Kinderspielzeug. 1908[11]
- Urs Latus: Kunststücke. Holzspielzeugdesign vor 1914. S. 141.
- Liebe alte Kinderstube, mit einem Nachwort von Susanne Ehmcke, München: Annette Betz 1969.[12]